# Schweizer Eishockeymeisterschaft 1920/21
Die Saison 1920/21 war die elfte reguläre Austragung der Schweizer Eishockeymeisterschaft. Meister wurde der HC Rosey Gstaad.

## Hauptrunde

### Serie Ost
| Pl. | Team                    | Sp. | S | U | N | Pkt. |
| --- | ----------------------- | --- | - | - | - | ---- |
| 1.  | Akademischer EHC Zürich | 2   | 2 | 0 | 0 | 4    |
| 2.  | SC Engelberg            | 2   | 1 | 0 | 1 | 2    |
| 3.  | FC/HC Zürich            | 2   | 0 | 0 | 2 | 0    |

### Serie West
8. Januar 1921 in Château-d'Oex
- HC Bellerive Vevey – HC La Villa 2:1
- HC Rosey Gstaad – HC Château-d’Oex 2:1

FinalHC Rosey Gstaad – HC Bellerive Vevey 7:0
Der HC Rosey Gstaad qualifizierte sich für den Meisterschaftsfinal.

## Meisterschaftsfinal
- HC Rosey Gstaad – Akademischer EHC Zürich 12:6